# Бодливосвинчеви
Бодливосвинчевите (Hystricognathi) са инфраразред дребни и средноголеми бозайници от разред Гризачи (Rodentia).
Отличават се от останалите гризачи по някои особености в структурата на черепа. Заедно с гребенопръстите и лаоските скални мишки, бодливосвинчевите образуват подразред Hystricomorpha. Инфраразредът включва парвразред Caviomorpha с 12 семейства в Южна Америка и отчасти в Северна Америка, както и 4 семейства, разпространени в Стария свят.

## Семейства
Инфраразред Hystricognathi — Бодливосвинчеви
- Семейство Bathyergidae (Waterhouse, 1841)
- Семейство Hystricidae (G. Fischer, 1817) Бодливи свинчета
- Семейство Petromuridae (Tullberg, 1899) Скални плъхове
- Семейство Thryonomyidae (Pocock, 1922) Тръстикови плъхове
- Парвразред Caviomorpha
  - Семейство Abrocomidae (Miller and Gidley, 1918) Чинчилови плъхове
  - Семейство Capromyidae (Smith, 1842) Хутиеви
  - Семейство Caviidae (Gray, 1821) Свинчета
  - Семейство Chinchillidae (Bennett, 1833) Чинчилови
  - Семейство Ctenomyidae – Туко-туко
  - Семейство Cuniculidae (Miller & Gidley 1918) Пакови
  - Семейство Dasyproctidae (Gray, 1821) 	Агутови
  - Семейство Dinomyidae (Troschel, 1874) Пакаранови
  - Семейство Echimyidae (Gray, 1825) 	Бодливи плъхове, Бодливи мишки
  - Семейство Erethizontidae (Bonaparte, 1845) – Дървесни бодливи свинчета
  - Семейство Myocastoridae – Нутриеви
  - Семейство Octodontidae (Waterhouse, 1840) Дегу (Лъжливи плъхове, Осемзъби, Осмозъби)